# Liquid Swords
Liquid Swords är rapparen Genius/GZAs andra studioalbum som soloartist. Hans första efter hiphopgruppen Wu-Tang Clans genombrott, succédebutalbumet Enter the Wu-Tang (36 Chambers).

## Låtlista
1. "Liquid Swords" (4:31)
2. "Duel of the Iron Mic" (feat. Inspectah Deck, Masta Killa & Ol' Dirty Bastard) (4:06)
3. "Living in the World Today" (feat. Method Man & RZA) (4:23)
4. "Gold" (3:57)
5. "Cold World" (feat. Inspectah Deck) (5:31)
6. "Labels" (2:54)
7. "4th Chamber" (feat. Ghostface Killah, Killah Priest & RZA) (4:37)
8. "Shadowboxin'" (feat. Method Man) (3:30)
9. "Hell's Wind Staff / Killah Hills 10304" (5:09)
10. "Investigative Reports" (feat. Raekwon, Ghostface Killah & U-God) (3:50)
11. "Swordsman" (3:21)
12. "I Gotcha Back" (feat. RZA) (5:01)
13. "B.I.B.L.E. (Basic Instructions Before Leaving Earth)" (feat. Killah Priest) (4:33)